# Jan Engel
Jan Engel (ur. ?, zm. 30 czerwca 1788 w Warszawie), polski kompozytor, drukarz i wydawca muzyczny.

## Życiorys
Będąc kapelmistrzem w kolegiacie świętego Jana w Warszawie, otworzył na przełomie 1771/1772 drukarnię nut przy ulicy Krzywe Koło, która działała do 1776. W niej wydrukował w 1772 sześć własnych symfonii, każdą oddzielnie, z jednakowymi kartami tytułowymi, dedykował symfonie podkanclerzemu litewskiemu, Antoniemu Przeździeckiemu; sprzedawali je także warszawscy księgarze Michael Gröll i Jan August Poser. Egzemplarze pierwszych trzech wydanych symfonii zachowały się w archiwum paulinów w Częstochowie, o pozostałych wiadomo tylko ze wzmianki, w prasie warszawskiej i z katalogów-dysponend Breitkopfa (Lipsk) z 1772, 1777, 1785-1787. Engel wydał w 1773 zbiór pt. Mélanges de Musique pour le clavecin par Monsieur Engel, zawierający m.in. utwory Macieja Kamieńskiego; publikacja ta zaginęła podczas II wojny światowej. Zapewne tłoczył także różne utwory własne i innych kompozytorów, jak msze, motety, arie, duety i oratoria, których rękopisy i druki miał zamiar sprzedać w 1733 wraz z nową „od siebie wynalezioną drukarnią do not”. 1 września 1773 Engel zrezygnował ze stanowiska kapelmistrza katedry warszawskiej. Wzmianka w „Gazecie Warszawskiej” z 14 lutego 1776 informuje o przeniesieniu drukarni na ul. Kamienne Schodki do kamienicy Wędrychowskiej oraz o wydaniu dwunastu „nowych tańców polskich redutowych na klawicymbał”, ponadto zawiera zapowiedź ukazania się następnych dwunastu tańców. Z tak skąpych danych można wnioskować, że drukarnia działała raczej sporadycznie, będąc pionierskim przedsięwzięciem jednego człowieka.
Informację o śmierci Engela podaje księga parafialna przy warszawskim Kościele św. Krzyża.

## Dzieła
Jan Engel jest autorem co najmniej 12 symfonii, z których większość się zachowała w manuskryptach bądź pierwodrukach w archiwum paulinów na Jasnej Górze w Częstochowie. Kompozytor używa jeszcze trzyczęściowej formy symfonii, opartej na uwerturze neapolitańskiej (sinfonia). Praca motywiczna nawiązuje do wczesnych utworów Josepha Haydna i kompozytorów szkoły mannheimskiej. W archiwum jasnogórskim zachowały się także jego utwory religijne (Requiem, Stabat Mater, litanie, offertoria); był też autorem utworów instrumentalnych o charakterze rozrywkowym (tańce).
Zachowane symfonie Jana Engela zostały wydane w formie partytur przez Bohdana Muchenberga.